# Grand Central Terminal
A Grand Central Terminal (GCT) – vagy nem hivatalos nevén Grand Central Station, esetleg röviden csak Grand Central – nagy vasúti fejpályaudvar Manhattan szigetén, New York Cityben. A peronok száma alapján ez a világ legnagyobb pályaudvara.
Ezen az állomáson található a világon a legtöbb peron: összesen 44 tartozik a 67 vágányhoz, melyek két földalatti szinten helyezkednek el. Az eredeti épületből csak az impozáns előcsarnok  maradt meg. A város növekedésével túl értékessé váltak a vágányok által  elfoglalt területek, így azokat a föld alá süllyesztették, föléjük házak épültek. Az átalakítás tíz évig zajlott és 1913-ra fejeződött be. A 2013-ra befejeződő fejlesztés eredményeképpen 48 peron és 75 vágány várja az utasokat. A pályaudvar épülete számos filmben feltűnt. A BBC 2013-ban beválasztotta a világ tíz legszebb vasútállomásai közé.

## Statisztika
- Méret: A teljes pályaudvar 194 249 m² területű, 53 km hosszú vágány található benne a 44 peron mellett.
- Vonatok: 660 Metro-North bejáró vonat,
- Utasok: több mint 125 000 egy nap
- Látogatók: 500 000 egy nap
- Felújítás költsége: 1996 és 1998 között: 250 millió dollár

## Megjelenése a kultúrában
A pályaudvar több filmben is felbukkan:
- Az Armageddon című filmben a pályaudvart elpusztítja egy meteorit
- Men in Black – Sötét zsaruk
- Men in Black – Sötét zsaruk 2.
- K-PAX – A belső bolygó
- Legenda vagyok
- Madagaszkár
- Barátság extrákkal (2011)